# Tryphon obtusator
Tryphon obtusator là một loài tò vò trong họ Ichneumonidae.